# Rivière Sainte-Marguerite
Der Rivière Sainte-Marguerite ist ein Fluss in der Verwaltungsregion Côte-Nord der kanadischen Provinz Québec.

## Flusslauf
Der Rivière Sainte-Marguerite hat seinen Ursprung in der regionalen Grafschaftsgemeinde Caniapiscau nahe dem See Lac de l’Oiseau auf einer Höhe von 640 m. Er fließt über eine Länge von 306 km (nach anderen Quellen 316 km) in südlicher Richtung durch die regionale Grafschaftsgemeinde Sept-Rivières zum Sankt-Lorenz-Golf. Seine Mündung liegt westlich der Stadt Sept-Îles. Sein Einzugsgebiet umfasst 6190 km².

## Wasserkraftnutzung
Der Fluss Rivière Sainte-Marguerite wurde von Hydro-Québec für die Wasserkraftnutzung erschlossen.
In Abstromrichtung befinden sich folgende Staudämme und Wasserkraftwerke am Flusslauf:
| Staudamm                        | Fluss-km | Wasser- kraftwerk   | Kapazität (MW) | Einheiten | Hydraul. Potential (m) | Fertig- stellung | Stausee                             | Stausee- fläche (km²) |
| ------------------------------- | -------- | ------------------- | -------------- | --------- | ---------------------- | ---------------- | ----------------------------------- | --------------------- |
| Barrage Denis-Perron (⊙)        | 94       | Sainte-Marguerite-3 | 882            | 2         | 330                    | 2002             | Réservoir de la Sainte-Marguerite-3 | 253                   |
| Barrage-Sainte-Marguerite-2 (⊙) | 10,3     | Sainte-Marguerite-1 | 17,6           | 2         | 34                     | 1954             | Réservoir de la Sainte-Marguerite-2 | 10,4                  |
| Barrage-Sainte-Marguerite-1 (⊙) | 8        | Sainte-Marguerite-1 | 30,5           | 3         | 11                     | 1993             | Réservoir de la Sainte-Marguerite-1 | 0,66                  |